# Belfast
Pour les articles homonymes, voir Belfast (homonymie).
Belfast (/bɛlfast/ ; prononcé en anglais : /ˈbɛlfæst/ ; en irlandais : Béal Feirste ; en scots d'Ulster : Bilfawst) est la capitale de l'Irlande du Nord, une nation constitutive du Royaume-Uni, dont elle est également la ville la plus peuplée. 
Belfast est la quatorzième ville du Royaume-Uni. Elle est également en nombre d'habitants la deuxième ville de l'île d'Irlande derrière la capitale de la République d'Irlande, Dublin, avec une population de 333 871 habitants en 2015. Sa zone urbaine élargie, le Grand Belfast, compte 641 638 habitants. Ces derniers s'appellent les Belfastois. Située à cheval sur les comtés d'Antrim et de Down, Belfast fait partie de la province historique irlandaise d'Ulster. Depuis 1888, Belfast possède officiellement le statut de cité et constitue depuis 1998 le siège du gouvernement nord-irlandais.
Belfast a été un centre important dans l'industrialisation du lin, du tabac, et des chantiers navals, c'est ici qu'a été construit le Titanic. La ville a également été très marquée par l'époque du conflit nord-irlandais, opposant les communautés catholiques républicaines et protestantes loyalistes. Aujourd'hui Belfast est une ville en paix qui se développe et se modernise considérablement.

## Étymologie
Le nom « Belfast » provient de l'irlandais Béal Feirste, qui signifie « l'embouchure de la Farset », la Farset étant un affluent de la Lagan, fleuve qui traverse Belfast.

## Histoire

### Belfast celtique
Le site de Belfast a été occupé depuis l'âge du bronze, et on peut y trouver des ruines de fortifications datant de l'Âge du fer, ainsi que le célèbre anneau du Géant (Giant's Ring).

### Époque moderne
Au début du XVIIe siècle, Belfast a été occupée par des colons anglais et écossais, selon un schéma d'implantation élaboré par Arthur Chichester, ce qui n'a pas manqué de créer des tensions avec la population autochtone qui s'est rebellée en 1641. Les huguenots français s'y sont également établis pour y faire le commerce du lin.

### Époque contemporaine
En 1907, le dirigeant d'un syndicat de dockers, James Larkin, déclenche une grève massive rassemblant catholiques et protestants, qui provoqua la colère jusque dans les rangs policiers.
C'est à Belfast que le Titanic, le plus grand paquebot transatlantique du monde de l’époque, fut construit par les chantiers navals Harland and Wolff entre 1909 et 1911. Belfast possède l'une des plus grandes cales sèches du monde, et les grues géantes (Samson & Goliath) du chantier naval de Harland and Wolff dominent l'horizon. Belfast était historiquement la ville industrielle la plus importante en Irlande.

#### Seconde Guerre mondiale
Lors de la Seconde Guerre mondiale, Belfast a été l'une des plus grandes villes du Royaume-Uni à être bombardée par les forces allemandes. Dans un premier premier temps, le gouvernement britannique avait estimé que l'Irlande du Nord serait à l'abri des bombardements grâce à sa distance par rapport à l'Allemagne, et donc l'île n'a pas été protégée des bombardements aériens. Peu d'abris ont été construits et les quelques canons que possédait Dublin ont été envoyés en Angleterre pour protéger celle-ci. Belfast a été visée en raison de son importance pour la construction navale et aéronautique, et pour prouver qu'aucune ville britannique n'était à l'abri des bombardements de la Luftwaffe.
C'est deux jours après Pâques, le mardi 15 avril 1941, que deux cents bombardiers de la Luftwaffe allemande ont attaqué la ville, notamment les quartiers ouvriers et les chantiers navals. Ce bombardement a tué environ un millier de personnes et a fait plusieurs blessés, laissant environ 100 000 personnes sans abri. Ce fut, après Londres, un des plus grands bombardements de l'histoire du Royaume-Uni[réf. nécessaire].

#### Le temps des «Troubles»

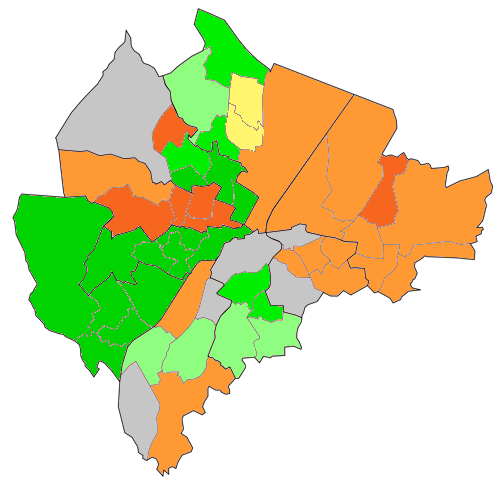
Les quartiers de Belfast en 2011 selon leur population : catholiques à plus de 80 % (vert foncé), catholiques de 60 à 80 % (vert clair), catholiques de 50 à 60 % (gris), protestants de 50 à 60 % (jaune), protestants de 60 à 80 % (orange clair), protestants à plus de 80 % (orange foncé).

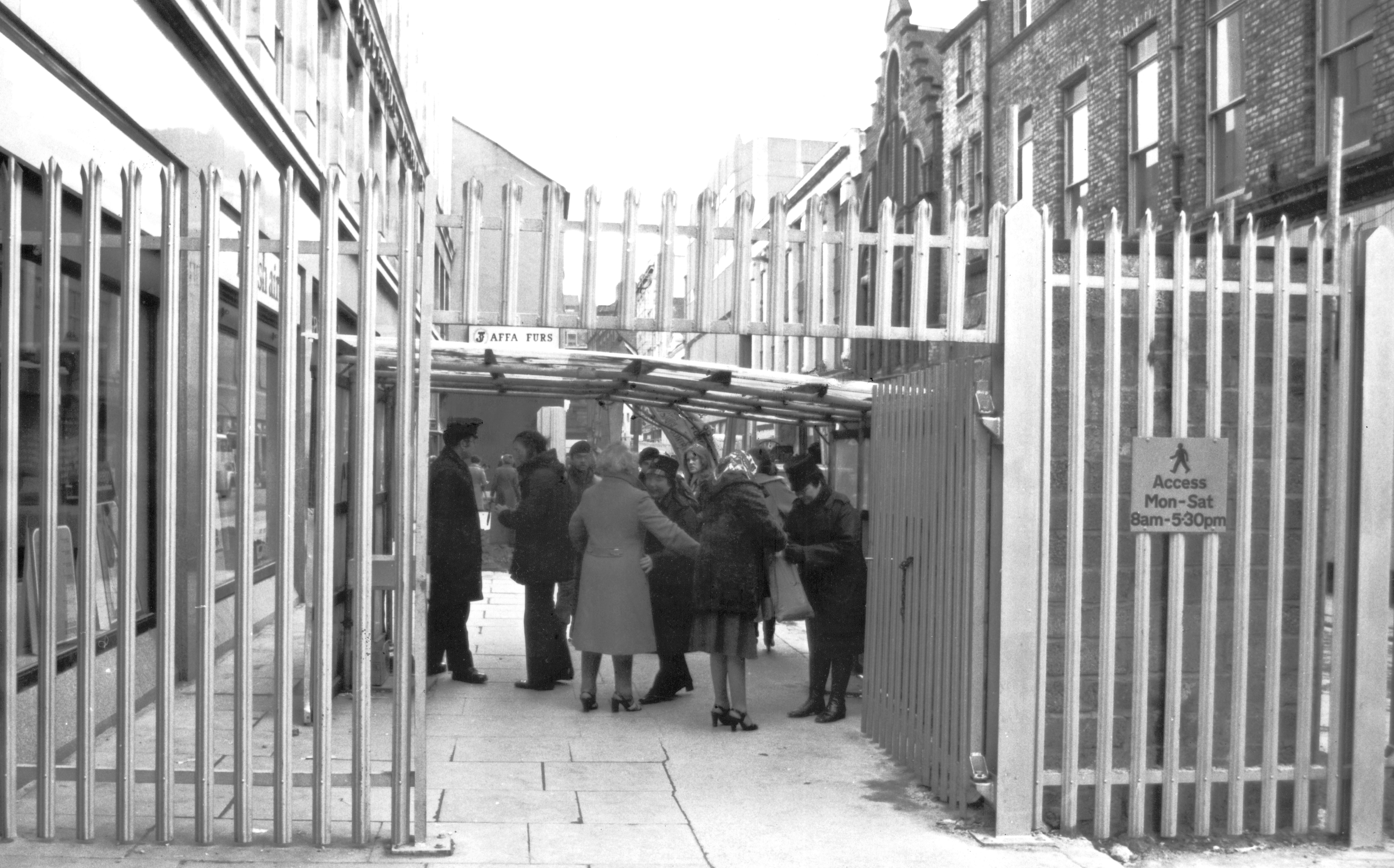
Fouille britannique à l'entrée d'un quartier protestant de Belfast en 1978.

Après la guerre d'indépendance ayant abouti à la partition de l'île en 1922, Belfast est devenue la capitale de l'Irlande du Nord, regroupant les 6 comtés restés au sein du Royaume-Uni. Pendant une grande partie de son histoire, la ville a été tiraillée par les divisions politiques entre républicains catholiques et unionistes/loyalistes protestants. Des affrontements violents avaient déjà eu lieu lors de la partition de l'Irlande, faisant plus de 500 morts et plus de 10 000 personnes déplacées, pour la plupart catholiques.
Ces divisions ont ensuite abouti à la guerre civile (communément appelée « Troubles ») qui s'est produite entre la fin des années 1960 et la fin des années 1990. La ville fut ainsi divisée de facto:
- en secteurs catholiques républicains, fiefs de l'IRA provisoire : une grande partie de Belfast Ouest notamment Falls Road, ainsi qu'Ardoyne et New Lodge au nord et Short Strand à l'est;
- en secteurs protestants loyalistes : une grande partie de Belfast Nord et Belfast Est, Shankill Road à l'ouest, ainsi que Sandy Row et Ormeau Road au sud.

Ces différents quartiers étaient séparés par des barricades, depuis consolidées par les Murs de la paix (Peace Lines). Belfast a ainsi vécu durant 30 ans entre attentats et émeutes. Les guérillas urbaines étaient quotidiennes dans certains quartiers où les deux communautés s'affrontaient. La ville vivait en outre quadrillée par l'armée britannique avec de nombreux check-points et le centre-ville retranché dans une zone sécurisée. On estime que plus de 1 500 personnes ont été tuées et 20 000 blessées dans toute la ville.

#### Le retour de la paix, enjeux et difficultés actuelles

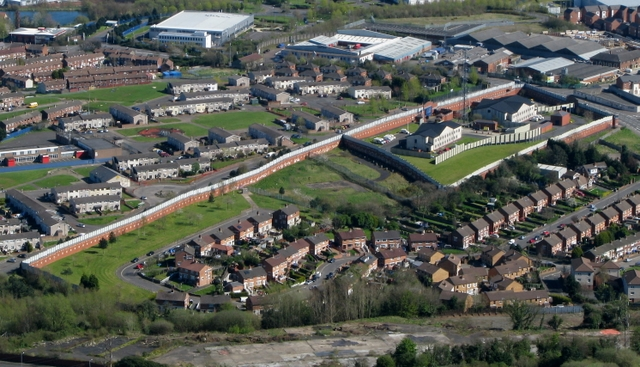
Un mur de la paix séparant catholiques et protestants.

Londres avait chargé dès 1989 la Laganside Corporation, une société publique, de la revitalisation du centre-ville et des abords de la Lagan, la rivière qui traverse la ville, en créant des logements, des bureaux et des infrastructures de commerce et de loisirs. Le processus de paix et la sécurisation (postes de police, caméras de surveillance) aidant, le centre-ville est redevenu un lieu particulièrement animé, où les bars, les restaurants et les clubs se multiplient.
Néanmoins, en dehors du centre-ville, du quartier des affaires et des zones étudiantes à l'Est, les tensions demeurent et des émeutes éclatent de manière sporadique aux abords des interfaces et murs de la paix qui séparent les communautés, émeutes que certains n'hésitent pas à qualifier de "récréatives".
De plus, force est de constater que les Accords du Vendredi Saint n'ont pas refréné l'hostilité et le sentiment d'insécurité ressentie par la population dans sa majorité. Ainsi, on recense actuellement 99 cloisons immuables séparant les deux communautés ; dont 48 véritables Murs de la paix (peace lines), contre seulement 18 avant les accords de Paix.

## Géographie

### Site

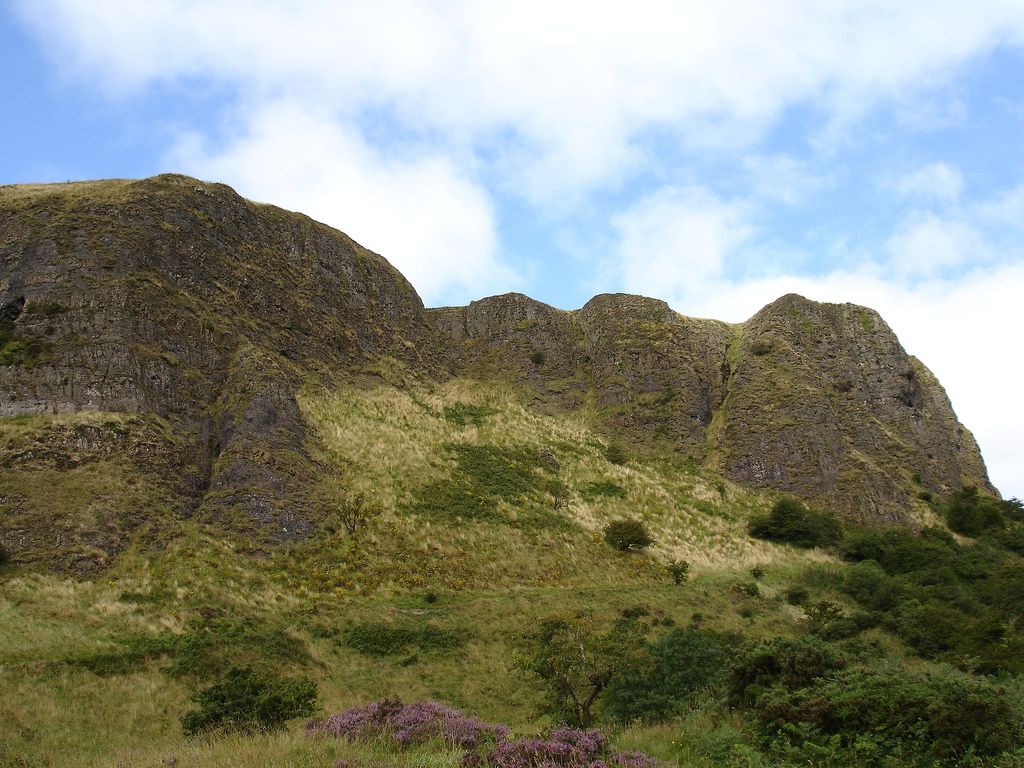
Cave Hill, une colline de basalte surplombant la ville.

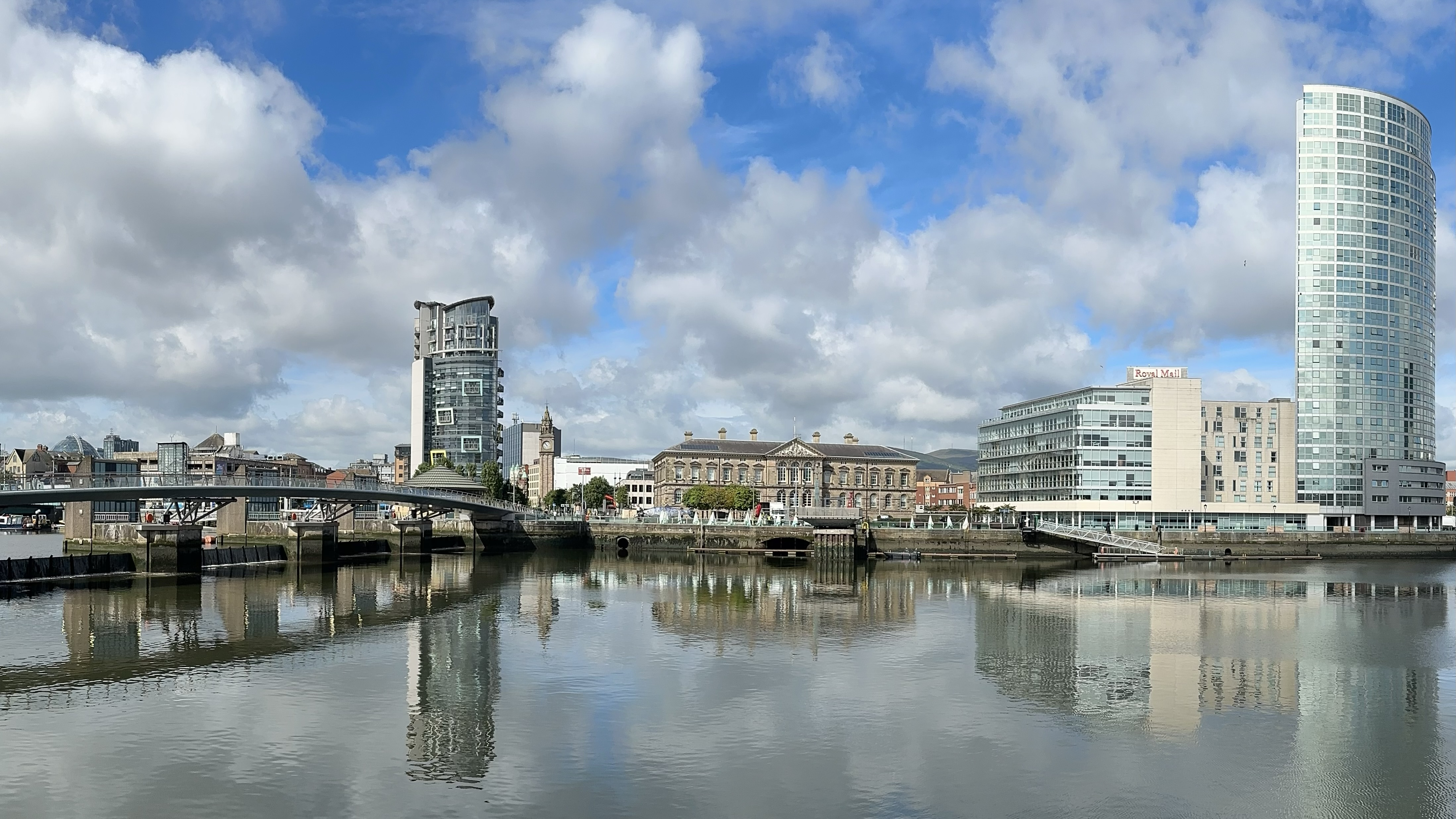
Le fleuve Lagan dans Belfast.

Belfast est située sur la côte nord-est de l’île d’Irlande. La ville est entourée d’une série de collines, dont Cave Hill. Elle se trouve à l’extrémité occidentale du Belfast Lough et à l’embouchure de la Lagan, faisant de ce site un emplacement privilégié pour l’établissement d’une industrie de constructions navales. Quand le RMS Titanic est construit en 1911-1912, Harland and Wolff est le plus grand chantier naval au monde.
En 1994, un seuil est construit sur la Lagan pour élever le niveau du fleuve et noyer définitivement les marais qui ont donné leur nom à la ville (le nom de Belfast signifie le banc de sable à l’embouchure du fleuve).

### Climat
Belfast a un climat océanique, caractérisé par des hivers relativement doux et des étés frais. Les précipitations sont bien réparties tout au long de l'année.
| Mois                              | jan. | fév. | mars | avril | mai  | juin | jui. | août | sep. | oct. | nov. | déc. | année |
| --------------------------------- | ---- | ---- | ---- | ----- | ---- | ---- | ---- | ---- | ---- | ---- | ---- | ---- | ----- |
| Température minimale moyenne (°C) | 1,5  | 1,5  | 2,7  | 3,9   | 6,1  | 9,2  | 11   | 10,7 | 9,2  | 6,8  | 4,1  | 2,9  | 5,8   |
| Température maximale moyenne (°C) | 6    | 6,8  | 9,2  | 11,8  | 14,9 | 17,5 | 18,4 | 18,3 | 16,1 | 12,6 | 9,1  | 6,9  | 12,3  |
| Précipitations (mm)               | 85   | 58   | 66   | 52    | 59   | 63   | 63   | 80   | 84   | 87   | 77   | 77   | 851   |

## Culture

### Monuments

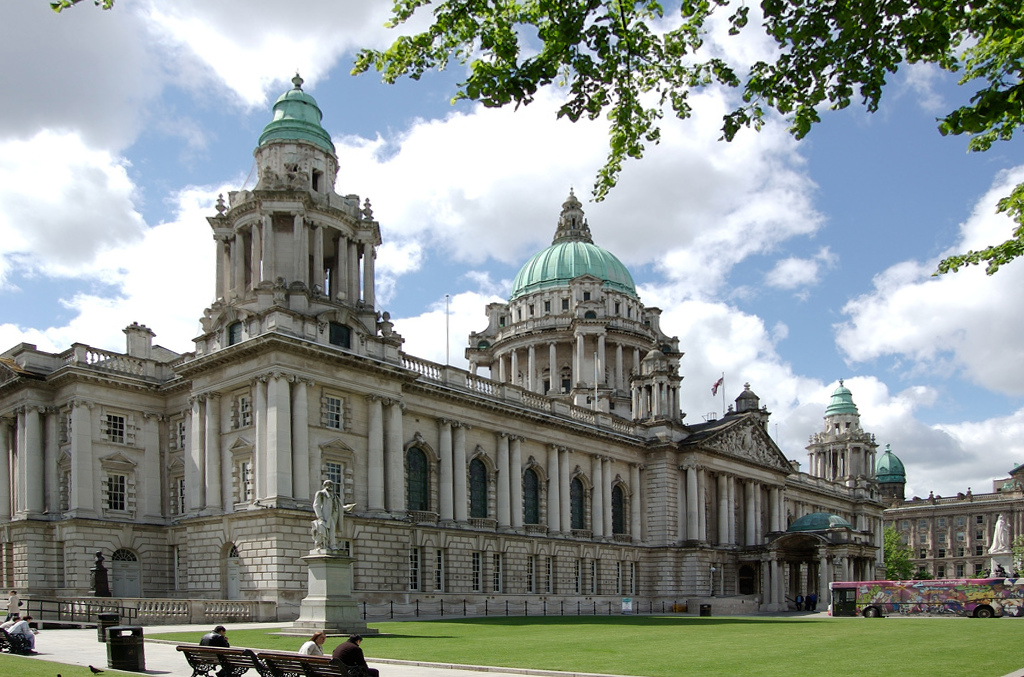
L'hôtel de ville.

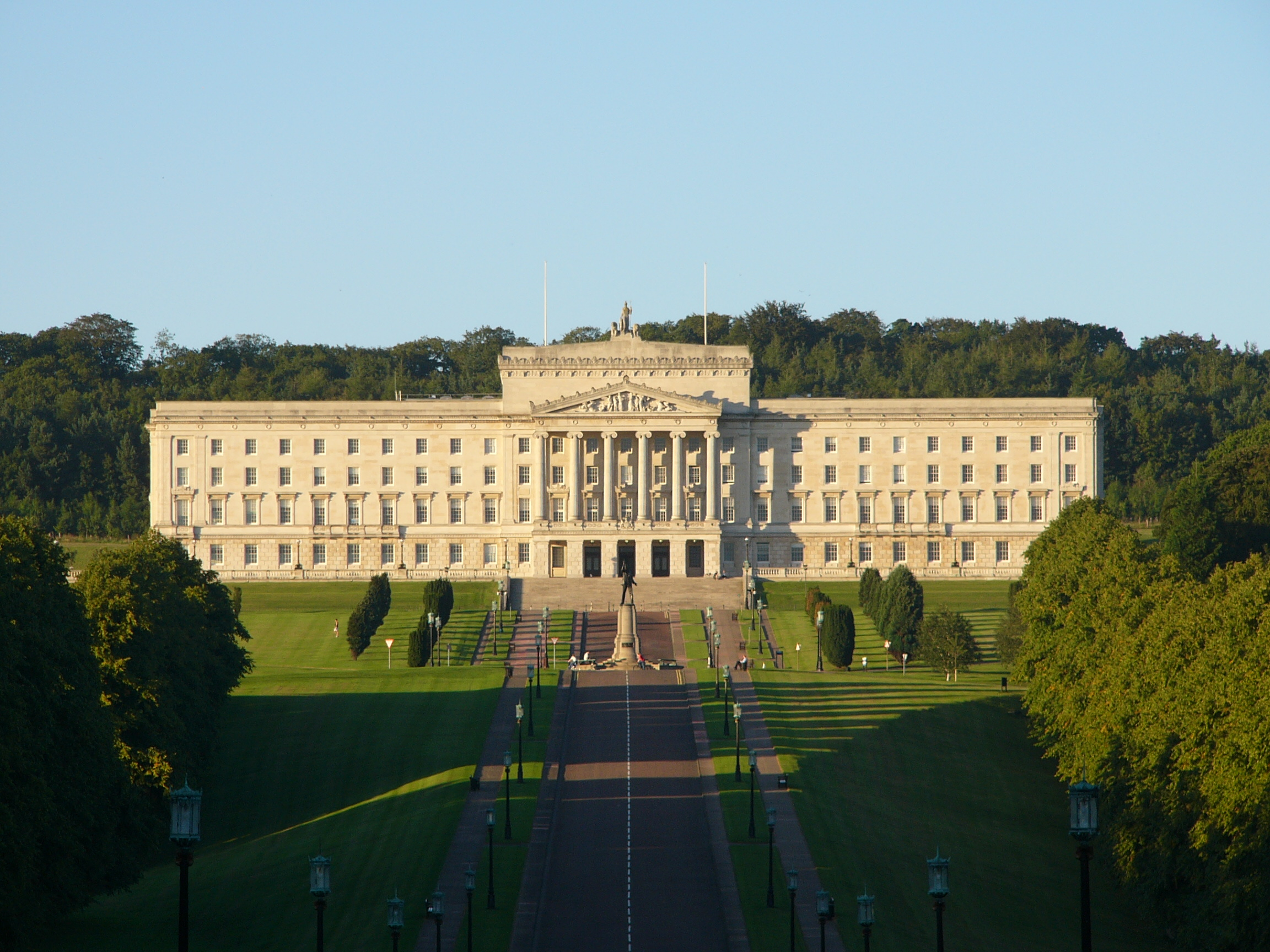
L'assemblée d'Irlande du Nord.

L'hôtel de ville (« City Hall »), œuvre d'Alfred Brumwell Thomas (1868–1948), datant de 1903, la Queen's University (1849) et d'autres constructions de style victorien ou édouardien sont ornés de nombreuses statues. On peut aussi y découvrir deux autres imposants bâtiments abritant des banques : l'Ulster Bank (1860) et la Northern Bank (1769).
L'assemblée d'Irlande du Nord (« Parliament Building »), œuvre de l'architecte Arnold Thornely, situé dans le quartier Stormont, fait également partie des bâtiments remarquables et propose une très belle vue sur la ville et ses environs. Il a été inauguré le 16 novembre 1932 par le prince Édouard VIII.

### Musées

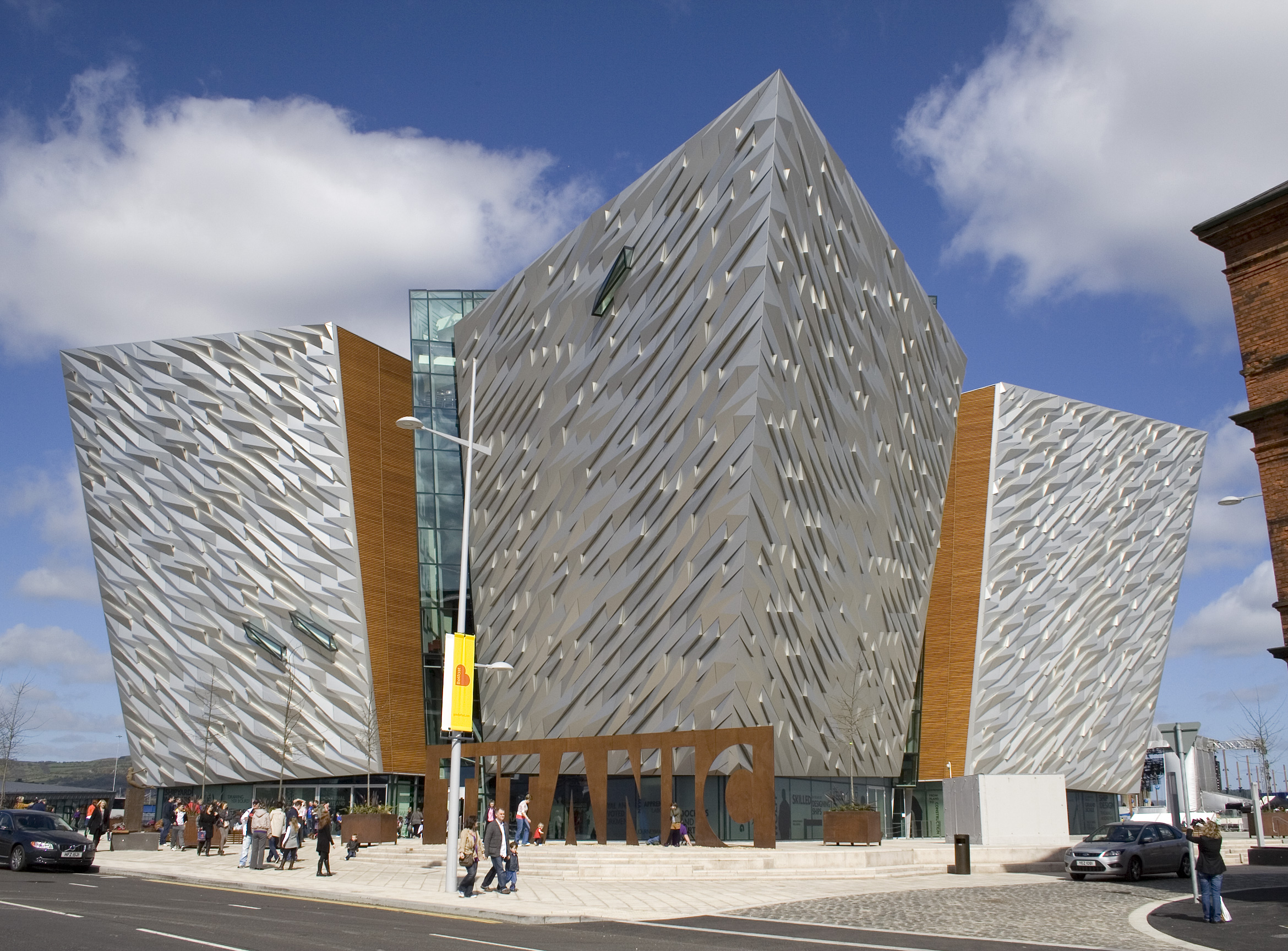
Titanic Belfast, musée consacré au Titanic.

À Belfast, les épisodes de la guerre civile se lisent sur les murs. Et les cicatrices mal refermées des Troubles attirent désormais les touristes. Chaque année, ils sont plus de trois millions à participer à l'un des nombreux « tours » consacrés à cette guerre[réf. nécessaire]. Avec pour attraction principale les « murals », fresques partisanes recouvrant les façades des maisons ou les murs qui séparent, encore aujourd'hui, protestants et catholiques.
L'Ulster Museum est l'un des principaux musées de la ville. Ses expositions couvrent les beaux-arts, les arts appliqués, l'archéologie, l'ethnographie, l'histoire locale, la numismatique, l'archéologie industrielle ainsi que l'histoire naturelle avec la botanique, la zoologie et la géologie.
La ville offre également depuis 2012 le musée Titanic Belfast, qui représente aujourd'hui la plus grosse exposition mondiale sur le Titanic, et est situé à l'endroit même où celui-ci a été construit, en 1909.

### Événements
En 2021, la ville accueille le congrès mondial d’espéranto.

## Urbanisme

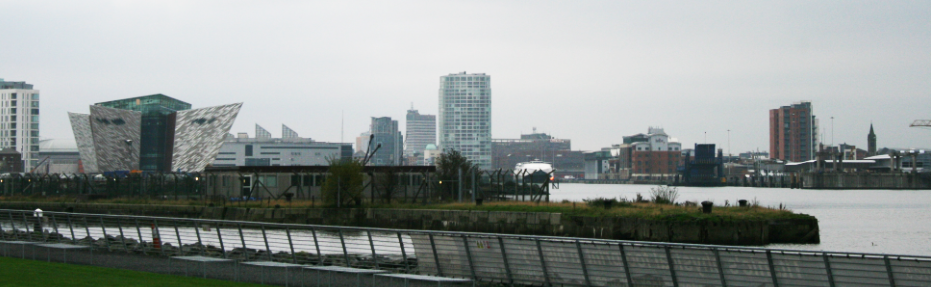
Vue de Belfast.

### Quartiers thématiques
Depuis 2001, de nombreux quartiers culturels ont été créés. Le quartier de la Cathédrale "Cathedral Quarter" s'est développé autour de la cathédrale Sainte-Anne, et constitue le centre artistique de la ville, notamment depuis l'ouverture du MAC, centre des arts métropolitains. Le quartier botanique "Botanic Quarter" est l'un des quartiers les plus vivants, avec de nombreux bars, restaurants, la Queen's University, et les jardins botaniques de la ville.
Le Titanic Quarter est le plus récent des quartiers, et constitue aujourd'hui l'un des plus gros projets de redéveloppement urbain en Europe.

### Architecture

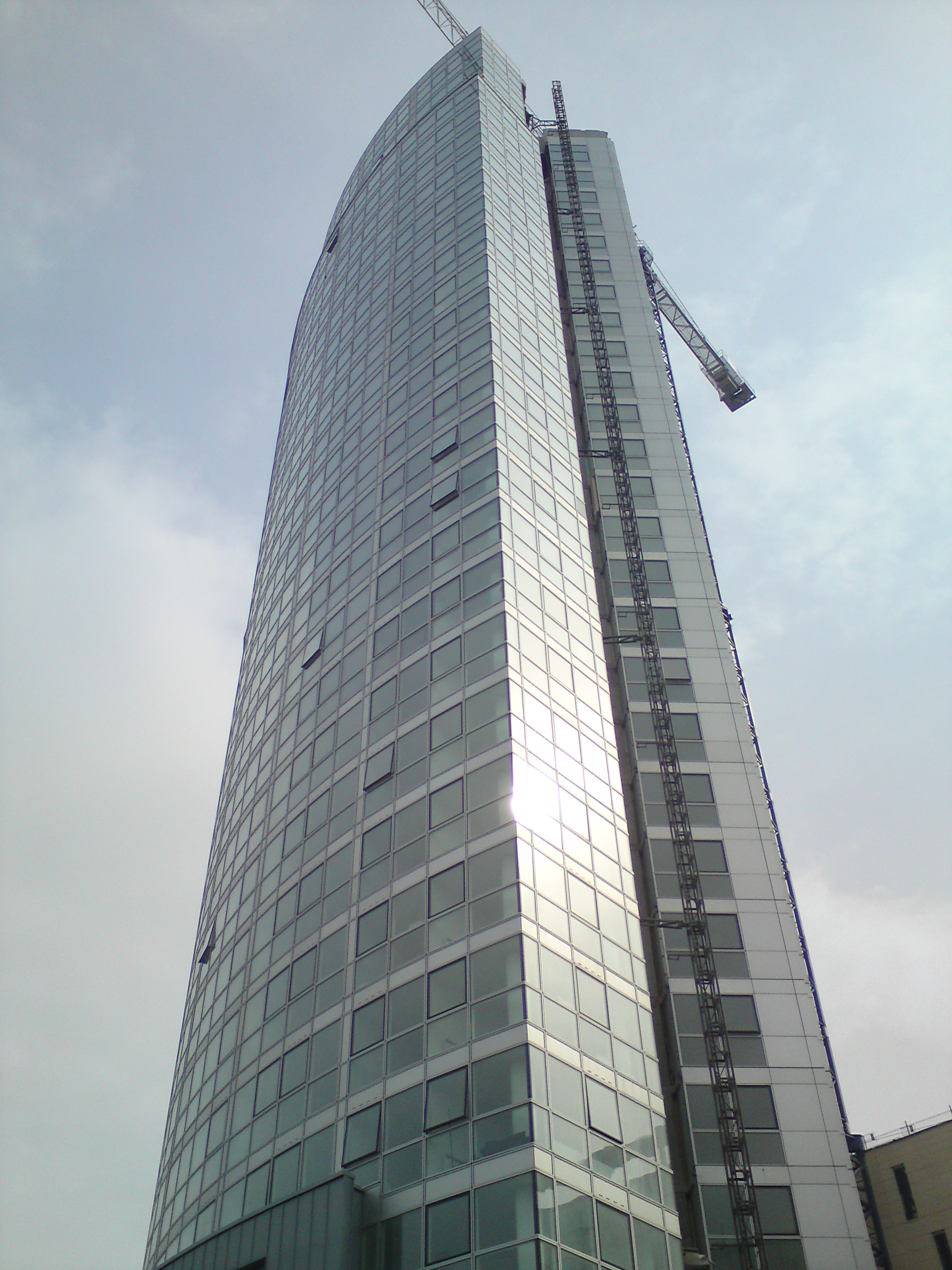
Obel Tower

Le style architectural des bâtiments varie beaucoup, de l'architecture édouardienne de la mairie, aux bâtiments modernes comme le Waterfront Hall, ou le musée du Titanic. Comme pour la majorité des villes du Royaume-Uni, plusieurs bâtiments ont un style victorien, dont la bibliothèque Linen Hall et également l'université de la Reine (Queen's University), qui ont été dessinés par l'architecte Charles Lanyon.
C'est à Belfast que se trouve la plus haute tour de toute l'Irlande, l'Obel Tower, qui culmine à près de 100 mètres.
La ville se développe considérablement et a de nombreux projets de construction, comme les quais de la ville (City Quays) dont les travaux ont débuté en 2014, ou les quais du Sirocco (Sirocco Quays).

### Parcs, jardins et zoo
Les nombreux parcs, jardins et forêts font partie du patrimoine historique de Belfast. La ville possède plus de 40 parcs publics, comme le Victoria Park. Le plus célèbre est le jardin botanique (Botanic Garden) qui abrite des centaines d'essences naturelles.
Belfast possède également un grand zoo, avec 1200 animaux et 140 espèces.
Une coulée verte part parcourt Belfast-Est, la "Cornswater Greenway", longue de 9 km et inaugurée en 2017.

### Centres commerciaux
Plusieurs centres commerciaux sont situés dans le centre-ville. Le plus récent est Victoria Square, qui réunit près de cent boutiques, d'un très grand cinéma et de nombreux restaurants et fast-foods. L'autre grand centre commercial de Belfast est le Castle Court, qui accueille près de 16 millions de visiteurs chaque année[réf. nécessaire].

## Tourisme
Depuis le premier gouvernement d'union élu en 1999, et le cessez-le-feu de l'IRA en 2005, le tourisme est un secteur en plein essor à Belfast. En dix ans, le nombre de visiteurs est passé de 1,5 million à plus de 9 millions en 2011. Les visiteurs sont notamment attirés par le parc botanique et sa serre, ainsi que par l'ambiance des pubs où sont souvent jouées des musiques traditionnelles.
Le tourisme à Belfast s'est intéressé très tôt aux nombreuses peintures murales nord-irlandaises de la ville. Comme  à Londonderry, des visites guidées ont lieu, commentées par d'anciens militants.

## Sports
La ville compte de nombreux clubs de football parmi lesquels Linfield, le club ayant remporté le plus grand nombre de fois au monde son championnat domestique, Glentoran, Cliftonville, Crusaders, Donegal Celtic.
La ligue de football de haut est bien connue dans la région pour favoriser les clubs protestants et les régions protestantes dans les décisions importantes, un grand exemple étant l'expulsion de Derry City FC, qui sont d'un quartier catholique de Derry. Ils ont ensuite rejoint la Ligue de l'Irlande, la première division dans la république d'Irlande.
En plus, la ville héberge l'équipe de hockey sur glace des Belfast Giants, ainsi que l'équipe de rugby d'Ulster (vainqueur de la Coupe d'Europe en 1999).

## Voies de communication et transports
La société de transports publics en Irlande du Nord est le Translink qui se compose de trois principaux services, le Metro, le NI Railways, et l'Ulsterbus. Le Metro gère le réseau d'autobus du Grand Belfast, tandis que NI Railways assure quelques liaisons ferroviaires de banlieue.

### Autobus
Le réseau d'autobus Translink Metro (anciennement Citybus) est composé de 12 lignes principales, avec plusieurs autres lignes. La carte du réseau et les plans des lignes sont ici

### NIR Railways
La NIR exploite trois principales lignes de chemin de fer à Belfast, dont tous comportent des services de banlieue :
- vers Bangor ;
- vers Portadown (via Lisburn, et avec continuation occasionnelle vers Newry) ;
- vers Larne (via Carrickfergus).

Les deux grandes lignes sont :
- vers Dublin (en collaboration avec Iarnród Éireann) - Seule ligne internationale de NIR ;
- vers Derry/Londonderry.

La gare principale est la gare de Belfast Central (terminus pour les grandes lignes). La gare la plus proche au centre-ville est le Great Victoria Street, où se trouve aussi la gare routière (Europa Bus Centre). Les horaires se trouvent ici.

### Ulsterbus
L'Ulsterbus propose des liaisons routières avec presque chaque ville en Irlande du Nord et plusieurs à l'autre côté de la frontière irlandaise, à partir de Belfast (du Europa Bus Centre dans le centre-ville, et du Laganside Bus Centre à l'est du centre-ville).
Il existe aussi des compagnies d'autocar privées, par exemple l'Aircoach (qui offre un service vers Dublin, via l'aéroport de Dublin).

### Réseau routier
Les trois artères majeures sont :
- M1 - Vers le sud et l'ouest.
- M2 - Vers le nord et le nord-ouest
- M3/A2 - Vers l'est (autoroute au début, mais route à chaussées séparées pour la plupart).

Il y a aussi un boulevard de contournement, le A55.

### Aéroports
Belfast dispose de deux aéroports, l'Aéroport international de Belfast à 20 miles (environ 30 km) du centre-ville, et le George Best Belfast City Airport à 3,2 km du centre-ville, avec correspondance de la gare en train de Sydenham en direction de Bangor.

### Gare maritime
Trois liaisons maritimes, vers Cairnryan (en Écosse), vers Liverpool (en Angleterre), et vers l'Île de Man.

## Personnalités liées à la ville

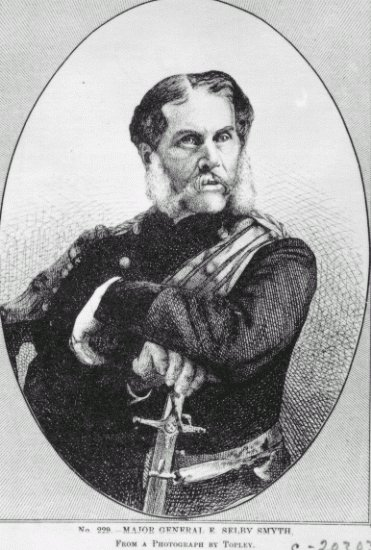
Edward Selby Smyth, premier commandant de la Milice canadienne.

- Oona Doherty, danseuse plasticienne
- Gerry Adams, leader du Sinn Féin
- Paddy Barnes, boxeur
- Eric Bell, musicien (guitariste)
- George Best, footballeur
- May Blood, femme politique
- Kenneth Branagh, acteur et réalisateur
- Ciaran Carson, écrivain
- John Cole, journaliste
- Michael Conlan, boxeur
- Gerry Conlon, un des quatre accusés de Guildford
- Jeremy Davidson, rugbyman
- Jamie Dornan, mannequin et acteur
- Dave Finlay, lutteur professionnel
- Carl Frampton, boxeur
- James Galway, musicien
- Martin Galway, compositeur
- Elizabeth Gould Bell, une de premières femmes médecin et suffragiste
- Alexander Henry Haliday, entomologiste
- Chaim Herzog, président d'Israël
- David Humphreys, rugbyman
- Clive Staples Lewis, écrivain
- Gary Lightbody, chanteur
- Bert Manderson, footballeur
- Billy McKee, militant de l'IRA
- John McNally, boxeur
- Gary Moore, guitariste et chanteur
- Van Morrison, chanteur
- Owen Nolan, joueur de hockey sur glace
- Stephen Rea, acteur
- Osborne Reynolds, ingénieur
- Nesca Robb, écrivaine
- Bobby Sands, militant de l'IRA
- Billy Simpson, footballeur
- Edward Selby Smyth, premier commandant de la Milice canadienne
- Hannah Starkey, photographe
- William Thomson, savant
- Florence Wallace Pomeroy, militante féministe, engagée dans la Réforme vestimentaire
- John Watson, pilote automobile
- Robert McLiam Wilson, écrivain
- Laura Donnelly, actrice
- Mercy Hunter, artiste, calligraphe et enseignante nord-irlandaise.
- Maurice Canning Wilks, peintre paysagiste irlandais.

## Belfast dans l'art
Les peintures murales Nord-Irlandaises font l'objet de visites guidées menées par d'anciens militants, à Belfast et Londonderry.

### Musique
- Belfast fait aussi l'objet d'une chanson du groupe rock Simple Minds, intitulée Belfast Child.
- Une chanson du groupe de musique disco Boney M. s'intitule Belfast.
- La chanteuse d'origine géorgienne Katie Melua, ayant vécu à Belfast de 1993 à 1998, lui rend hommage dans l'album Call off the Search.
- Le chanteur français Renaud parle de la crise économique dans sa chanson Belfast mill tirée de son album Molly Malone, Ballade irlandaise.
- Le chanteur Van Morrison, né à Belfast, a écrit une chanson intitulée Cyprus Avenue (présente dans l'album Astral Weeks), une authentique rue de la ville.
- Une chanson de U2 (dans le morceau Stay (Faraway, So Close!), figurant sur l'album Zooropa, paru en 1993) :

"Faraway, so close
 Up with the static and the radio
 With satellite television
 You can go anywhere
 Miami, New Orleans
 London, Belfast and Berlin''
- Le vidéoclip du titre Every Breaking Waves de U2 présente une histoire d'amour dans le Belfast des années 1980.
- Le vidéoclip du titre Half Light du groupe Wilkinson décrit la jeunesse d'un Belfast actuel.
- Le vidéoclip du titre We Found Love de Rihanna est tourné à Belfast.
- Le vidéoclip du titre Zombie des Cranberries, chanson sur le conflit nord-irlandais, est tourné à Belfast en 1994.
- Le groupe de rock breton Soldat Louis parle de Belfast dans sa chanson Bobby sands.
- Belfast est une chanson de l'album Black City Parade du groupe français Indochine, sorti le 11 février 2013.
- La série Game of Thrones est tournée en Irlande du Nord et dans les locaux de Belfast.
- La saison 3 de la série américaine Sons of Anarchy se déroule en partie à Belfast.
- La série The Fall avec Jamie Dornan se déroule à Belfast.

### Cinéma
- Le film 71 (2014) décrit un soldat britannique perdu dans Belfast au début des années 1970.
- Le film Belfast (2022) décrit une famille contrainte de quitter Belfast au début des Troubles à la fin des années 1960.

### Littérature
- Le roman d'espionnage Furie à Belfast, de la série SAS, se déroule en 1974, à Belfast et à Dublin.
- Le roman Eureka Street de Robert McLiam Wilson dépeint le Belfast des années 1990.
- Les romans Mon traître et Retour à Killybegs de Sorj Chalandon évoque les Troubles à Belfast, au travers des quartiers catholiques.
- L'ouvrage Belfast Confetti de Ciaran Carson, recueil de poèmes, est une promenade à travers la ville, il évoque également les Troubles liés au conflit catholiques vs. protestants.

## Jumelage
- Nashville, États-Unis
- Hefei, Chine
- Boston, États-Unis

### Filmographie
- (en + fr) Belfast à l'école de la paix, film documentaire de Serge Gordey, John Bertucci et Patrice Barrat, L'Harmattan vidéo, Paris, 2009 (cop. 1994), 50 min (DVD)
- (en) Belfast, my love, film documentaire d'Yves Jeanneau et Lawrence Pitkethly, ADAV, Les Films d'ici (distrib.), Paris, 2000, 90 min (VHS)
- (en + fr) Bloody Sunday, film historique de Paul Greengrass, Haut et court (distrib.), France, 2002 (cop. 2001), 107 min (DVD)
- (en + fr) In and out Belfast, film documentaire réalisé par Franck Galbrun et Gilles Jouault, Candela, Rennes, 2003, 75 min (VHS)